# Ferenc Klics
Ferenc Klics (* 20. Januar 1924 in Hercegfalva; † 25. April 1993 in Budapest) war ein ungarischer Diskuswerfer.
1947 siegte er bei den Internationalen Universitätsspielen, und 1948 wurde er Fünfter bei den Olympischen Spielen in London. 1949 und 1951 gewann er bei den Weltfestspielen der Jugend und Studenten.
Einem fünften Platz bei den Olympischen Spielen 1952 in Helsinki folgte eine weitere Goldmedaille bei den Weltfestspielen der Jugend und Studenten 1953. 1954 wurde er Vierter bei den Europameisterschaften in Bern.
Bei den Olympischen Spielen 1956 in Melbourne wurde er Siebter, bei den Europameisterschaften 1958 in Stockholm Fünfter und bei den Olympischen Spielen 1960 in Rom Zehnter. 1962 schied er bei den Europameisterschaften in Belgrad in der Qualifikation aus.
Neunmal wurde er Ungarischer Meister (1946, 1947, 1949–1954, 1957) und zweimal Englischer Meister (1949, 1954). Seine persönliche Bestleistung von 55,79 m stellte er am 4. Juli 1954 in Budapest auf.